# Narta (Chorwacja)
Narta – wieś w Chorwacji, w żupanii bielowarsko-bilogorskiej, w gminie Štefanje. W 2011 roku liczyła 677 mieszkańców.